# United States Railroad Administration
Die United States Railroad Administration (USRA) war eine Behörde zur Kontrolle des Eisenbahnwesens in den Vereinigten Staaten in den Jahren 1917 bis 1920. Ihre Gründung führte zu einer der größten Standardisierungen in der Geschichte der Eisenbahn in Nordamerika.

## Vorgeschichte
Am 6. April 1917 traten die USA in den Ersten Weltkrieg ein. Zu diesem Zeitpunkt war die Eisenbahn das wichtigste Landtransportmittel für Wirtschaft, Rüstung, Kriegsmaterial und Truppen. Anders als in vielen europäischen Staaten zu dieser Zeit gab es in den USA keine Staatsbahn. Die Eisenbahnen befanden sich im Eigentum einer Vielzahl unterschiedlich großer, privater Bahngesellschaften. Obwohl diese zu Beginn des 20. Jahrhunderts große Beträge in den Ausbau ihrer Bahnstrecken investiert hatten, gab es 1917 signifikante Mängel insbesondere bei Bahnhöfen, Bahnstrecken und Schienenfahrzeugen. Wichtiger Grund dafür war die schwierige wirtschaftliche Lage vieler Bahngesellschaften zu dieser Zeit. Anfang des Jahrhunderts war die US-Wirtschaft durch eine Inflation geschwächt. Um die Transportkosten niedrig zu halten, hatte der Kongress der Vereinigten Staaten 1906 mit dem Hepburn-Act der Interstate Commerce Commission (ICC) Tarifsetzungsbefugnis gegeben, die Höchstsätze für Gütertarife anordnete und so den Profit der Bahngesellschaften beschränkte. Außerdem war durch eine gesetzliche Regelung 1916 die Wochenarbeitszeit auf 48 Stunden festgesetzt worden, was de facto einer Steigerung der Personalkosten gleichkam. Das Streckennetz war so stark gewachsen, dass zahlreiche Strecken durch den harten Wettbewerb nicht profitabel betrieben werden konnten. 1915 war daher ein Sechstel der Strecken im Besitz von Bahngesellschaften, die vor dem Bankrott standen. 
Um den Betrieb der Eisenbahn zu koordinieren, versuchten zunächst die Bahngesellschaften durch die Gründung des Railroads' War Board, eigenständig ihre Arbeit zu koordinieren. Dieser Ansatz scheiterte allerdings an kartellrechtlichen und anderen Barrieren. Schließlich empfahl das ICC die staatliche Kontrolle des Eisenbahnwesens, um einen effizienten Betrieb während des Krieges zu gewährleisten.

## Wirken der USRA
Durch Proklamation des Präsidenten Woodrow Wilson wurden am 26. Dezember 1917 alle US-Eisenbahngesellschaften der United States Railroad Administration (USRA) unterstellt. Als ersten Generaldirektor der USRA setzte Wilson den US-Finanzminister, William Gibbs McAdoo, ein, der zugleich sein Schwiegersohn war. Dieser gab den Posten im November 1918 auf. Sein Nachfolger wurde Walker Hines.
Die Bahnen wurden in die drei Bereiche Ost, West und Süd aufgeteilt. Parallelverkehre im Personenverkehr wurden eliminiert, teure und personalintensive Schlafwagenverbindungen reduziert und mit zusätzlichen Gebühren unattraktiv gemacht. Ein einheitliches Fahrkartensystem wurde etabliert, Bahnhöfe, Werkstätten und Bahnbetriebseinrichtungen wurden gemeinsam von allen Bahngesellschaften genutzt.
Die United States Railroad Administration hatte alle Möglichkeiten, um einen effizienten Bahnbetrieb zu gewährleisten. Maßnahmen, die vorher durch die Interstate Commerce Commission unterbunden wurden, waren jetzt möglich. Unter anderem war es auch möglich, die Tarife für den Bahnverkehr den gestiegenen Kosten anzupassen. Die Beschäftigten und Leiter der einzelnen Abteilungen der USRA wurden vor allem von langjährigen Angestellten und Führungspersonal der Bahngesellschaften gestellt. Ab 1918 wurde jedoch ein Verbot ausgesprochen, dass eine Person gleichzeitig bei der USRA und bei einer Bahngesellschaft beschäftigt oder dort in einer leitenden Funktion tätig sein konnte. In der Folge wechselten verschiedene Eisenbahnmanager zur USRA.
Am 21. März 1918 trat der Railway Administration Act in Kraft. Er bestätigte die Verstaatlichung durch Präsident Wilson von 1917. Das neue Gesetz garantierte die Rückgabe der Eisenbahnen an ihre vorherigen Eigentümer innerhalb von 21 Monaten nach einem Friedensschluss. Weiter wurde garantiert, dass der Besitz in einem Zustand übergeben werde, der mindestens dem Ursprungszustand bei Verstaatlichung entspreche. Ebenso wurde zugesichert, dass die privaten Bahngesellschaften als Kompensation eine jährliche Vergütung für die Nutzung ihres Eigentums erhielten, die sich aus dem operativen Einkommen der letzten drei Jahre vor Verstaatlichung errechnete. Das Gesetz legte also fest, dass die Verstaatlichung nur vorübergehend erfolgte.
Um die Effizienz auch in der Herstellung und Wartung der Schienenfahrzeuge zu erhöhen, wurden zahlreiche Standard-Designs für Dampflokomotiven und Wagen durch die USRA definiert und in Auftrag gegeben. Durch die USRA wurden über 100.000 neue Wagen und 1.930 Dampflokomotiven für 380 Millionen US-Dollar beschafft. Auf diese Weise wurde in kurzer Zeit veraltetes Material durch moderne, standardisierte Fahrzeuge ersetzt.

### Einheitsbaureihen der USRA
Die folgende Tabelle listet alle USRA-Einheitsbaureihen für Dampflokomotiven. Der Zusatz "Light" definiert dabei eine maximale Achslast von 24.500 kg, der Zusatz Heavy eine maximale Achslast von 27.200 kg. 
| Originalbezeichnung                | Achsfolge | Stückzahl | Bemerkung |
| ---------------------------------- | --------- | --------- | --- |
| USRA 0-6-0 "Switcher"              | C         | 255       | Einsatz als Rangier- und Nebenbahnlok |
| USRA 0-8-0 "Switcher"              | D         | 175       | Einsatz als schwere Rangier- und Nebenbahnlok |
| USRA 2-8-2 "Light Mikado"          | 1’D1’     | 625       | das meistgebaute USRA-Modell |
| USRA 2-8-2 "Heavy Mikado"          | 1’D1’     | 233       | |
| USRA Light 2-10-2 "Light Santa Fe" | 1’E1’     | 94        | |
| USRA 2-10-2 "Heavy Santa Fe"       | 1’E1’     | 175       | |
| USRA 4-6-2 "Light Pacific"         | 2’C1’     | 81        | |
| USRA 4-6-2 "Heavy Pacific"         | 2’C1’     | 20        | |
| USRA 4-8-2 "Light Mountain"        | 2’D1’     | 47        | |
| USRA 4-8-2 "Heavy Mountain"        | 2’D1’     | 15        | |
| USRA 2-6-6-2                       | (1’C)C1’  | 30        | |
| USRA 2-8-8-2                       | (1’D)D1’  | 106       | Dieses Design wurde von der Norfolk and Western Railway (NW) und von der Virginian Railway (VNG) auch nach Auflösung der USRA intensiv genutzt. Sie wurden bei der NW und als Klasse Y und bei der VNG in der Klasse US geführt. |

## Auflösung
Im Februar 1920 wurde mit dem Esch-Cummins Act die Zuständigkeiten des ICC bezüglich des Eisenbahnwesens gestärkt, gleichzeitig aber die USRA zum 1. März 1920 aufgelöst.